# José Font de Anta
José Font de Anta (Sevilla, 1892) fou un compositor andalús. Junt al seu germà Manuel Font de Anta, estudià música amb el seu pare Manuel Font i Fernández de la Herrán (violinista i músic major). Per indicació de Pablo Sarasate, l'Ajuntament de Sevilla li concedí una pensió perquè continués els estudis a Brussel·les, on es distingí com a deixeble predilecte de César Thompson. L'any 1914 aconseguí el primer premi, amb la més alta distinció, en els concursos del conservatori de Brussel·les. Va compondre alguns quaderns de cançons (lieder), entre ells En el jardin del misterio, cançons íntimes. En aquest gènere, tan poc cultivat pels compositors espanyols, Font de Anta va assolir destacar. Va donar concerts a Bèlgica, Alemanya, Espanya i nord de França.